# آچار پره

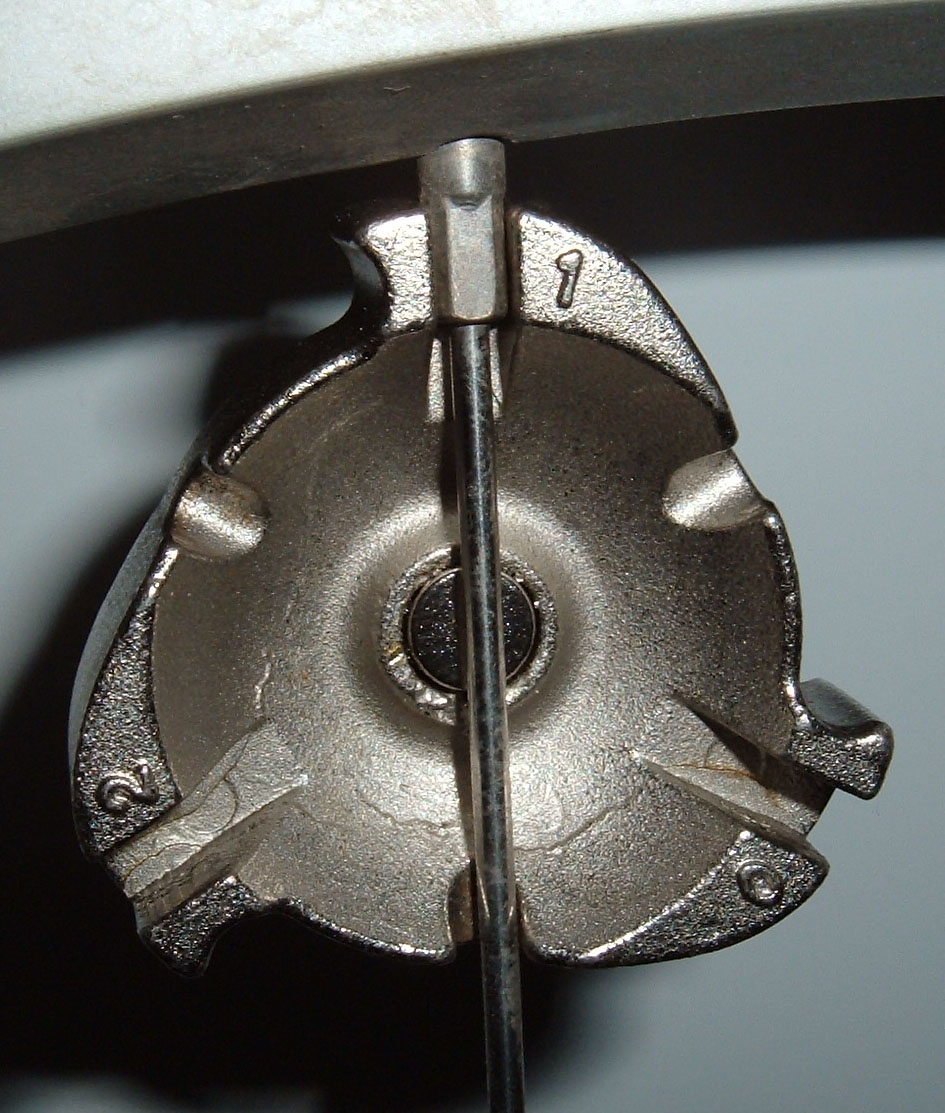
آچار پره

آچار پره یا آچار اسپوک (به انگلیسی: spoke wrench) نوعی آچار استوانه‌ای شکل است که برای تاب‌گیری چرخ‌های دوچرخه به کار می‌رود، به این صورت که پره‌های مختلف را با آن سفت یا شُل می‌کنند. این آچار برای تاب‌گیری چرخ ویلچر و موتورسیکلت هم به کار می‌رود.